# Michèl von Wussow

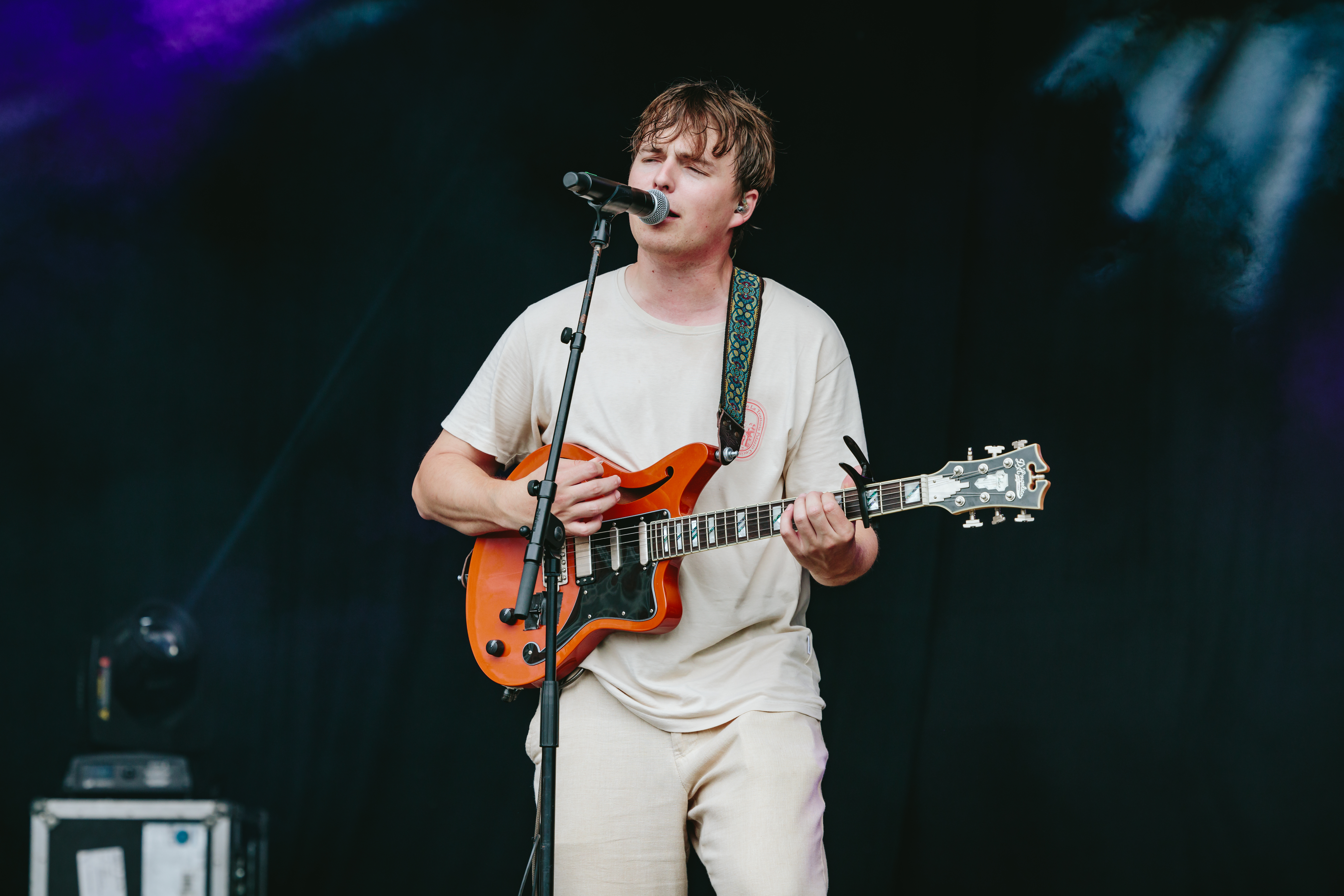
Michèl von Wussow (2023)

Michèl von Wussow (* 4. August 1995 in Hamburg) ist ein deutscher Musiker und Sänger. 

## Leben
Von Wussow wurde 1995 in Hamburg geboren und wuchs mit sieben Geschwistern im schleswig-holsteinischen Klingberg bei Scharbeutz an der Ostsee auf. Er begann im Alter von 13 Jahren mit der Musik. Von Wussow absolvierte 2019 den Popkurs der Hamburger Hochschule für Musik und Theater, wo er den Produzenten Helge Preuß kennenlernte, mit dem er bis heute zusammen arbeitet. Von Wussow entschied nach dem Kurs, in Zukunft deutsche Texte zu schreiben. Er studiert im Studiengang Popular Music an der Hochschule für Musik, Theater und Medien in Hannover.
In der Corona-Zeit veröffentlichte er seine ersten eigenen Songs und die EP Dahinten wird's hell. Seine zweite EP Narbenherz folgte 2022. Darauf ist unter anderem der Song Auf dich ist Verlass vertreten, den er gemeinsam mit der Sängerin Phela aufnahm. Mit dem Titelsong Narbenherz trat von Wussow am 25. August 2022 in der Fernsehsendung Inas Nacht auf. Als Supportact war er unter anderem mit Silbermond, Johannes Oerding oder Bosse auf Tour.
2023 veröffentlichte von Wussow sein erstes Album Angst gegen Vertrauen bei dem wieder ins Leben gerufene Label Hansa. Im November 2023 ging er damit auf seine erste Solo-Tour. Im August 2024 erschien das zweite Album Traum B mit anschließender Support- sowie Solo-Tour.

## Diskografie
Alben und EPs
- 2020: Dahinten wird's hell (EP)
- 2022: Narbenherz (EP)
- 2023: Angst gegen Vertrauen
- 2024: Traum B

Singles
- 2020: Für immer Kippen holen
- 2020: Matilda
- 2020: Tauch auf
- 2020: Bolzen mit dir
- 2020: Berg
- 2021: Falls ich träum könnt's realer nicht sein
- 2021: Zwischen den Stühlen
- 2021: Egal wohin
- 2022: Narbenherz
- 2022: Hauptsache du bist glücklich
- 2022: Wer
- 2022: Ich nehm's zurück
- 2022: Auf dich ist Verlass (mit Phela)
- 2022: Toxisch
- 2022: 160 Zeichen
- 2023: Keine Angst vor der Zukunft
- 2024: Mitte 20 im Arsch
- 2024: Gib nie auf
- 2024: Traum B
- 2024: Wieder nicht genug
- 2025: Mutig